# Tim Nanai-Williams
Tim Nanai-Williams (nacido en Auckland el 12 de junio de 1989) es un jugador de rugby que ha representado tanto a Nueva Zelanda como a Samoa en rugby a siete. En rugby a XV, juega con la selección absoluta de Samoa.
Es primo del jugador neozelandés Sonny Bill Williams y hermano menor del jugador, actualmente en Ulster Rugby y antiguo Auckland Blues, Nick Williams.

## Carrera
TIm Nanai-Williams acudió a la Manurewa High School y fue un miembro original de la academia de rugby fundada por Andrew Talaimanu, anterior jugador de Counties Manukau y entrenador de NPC y un MHS Old Boy. Tim fue una estrella en el primer XV de Manurewa High School especialmente en 2006 cuando terminaron el año invictos. Jugó con Nueva Zelanda en las categorías sub-17 y School Boys, esto último en 2006 y 2007. También jugó para el equipo sub-20 de Counties Manukau. Fue un miembro de los equipos de rugby 7 de Nueva Zelanda y Counties Manukau desde 2008 y 2009.
En 2010, Nanai-Williams debutó con los Chiefs contra los Sharks. Volvió a firmar con Counties Manukau para la temporada de 2010.
Nanai-Williams se convirtió en el primer jugador que se benefició del cambio en las normas de IRB Rugby en 2014, que permitió a los jugadores cambiar de selección, representando a un segundo país si tienen un pasaporte del mismo y no han jugado por su actual equipo durante, al menos, 18 meses. Este cambio de legislación permite, potencialmente, que antiguos jugadores para Nueva Zelanda puedan cambiar a representar equipos del Pacífico como Samoa, Tonga o Fiyi.
Fue elegido para la selección de Samoa en el histórico test match contra los All Blacks en Apia. Debutó como zaguero en ese partido.
Seleccionado para jugar con Samoa en la Copa Mundial de Rugby de 2015, salió como titular en el primer partido, contra Estados Unidos, logró un ensayo en el primer tiempo; fue elegido por los aficionados (a través de Twitter) como "Hombre del partido" (Man of the Match).